# オモプラッタ

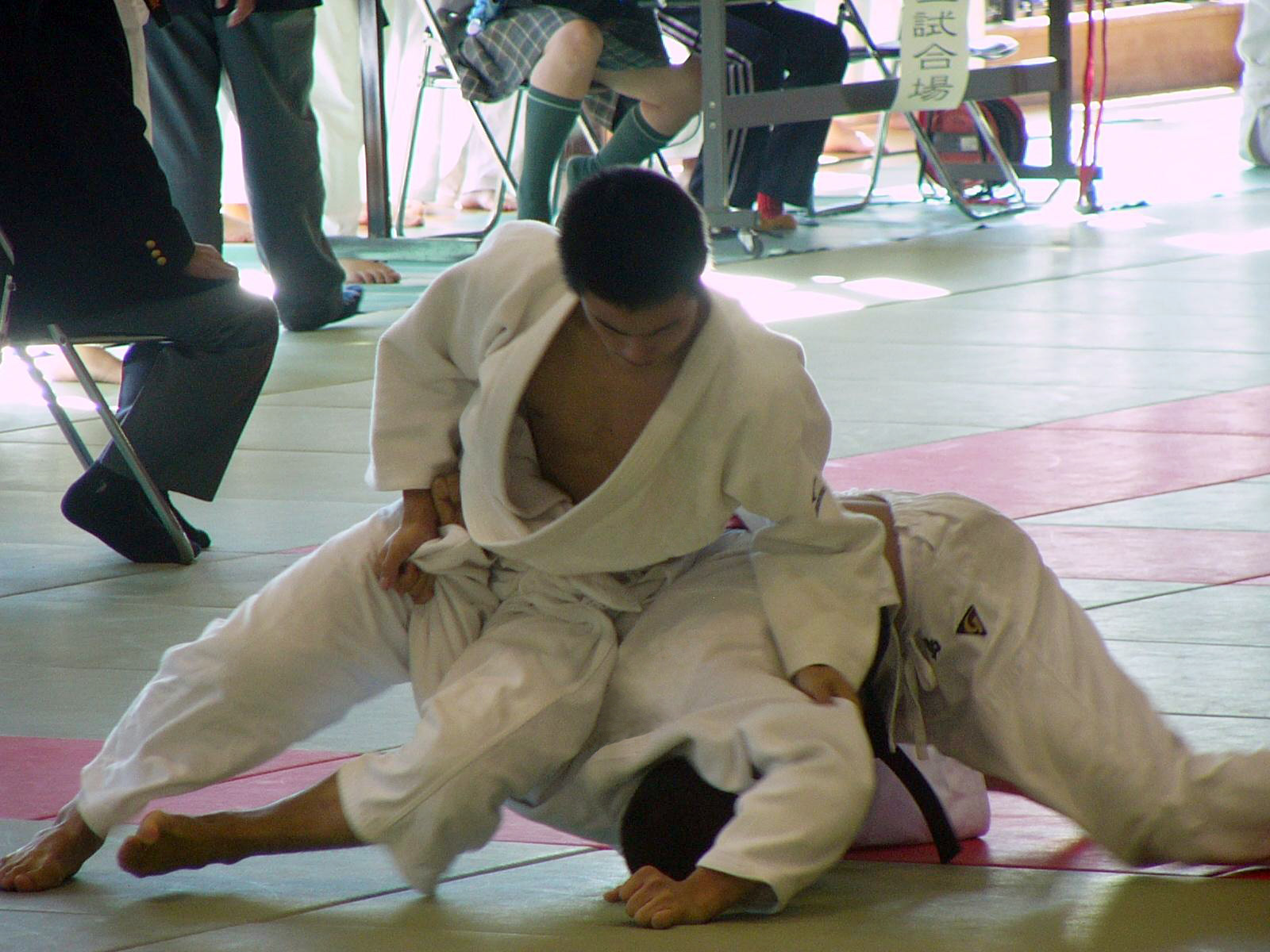
柔道でのオモプラッタ

オモプラッタは、ブラジリアン柔術などで使われる関節技の一種である。オモプラータ（葡:Omoplata）とも呼ばれる。柔道での正式な分類では腕挫膝固に包含される。高専柔道や柔道の俗称では脚三角緘（あしさんがくがらみ）、三角緘（さんかくがらみ）、体固腕挫（たいがためうでひしぎ）と呼ばれる。別名リバース・ショルダー・ノット・ウィッズ・ア・レッグ (reverse shoulder knot with a leg) 。

## 概要
手で相手の腕を取り、膝で相手の肘関節を極める技。
一般にガードポジションで下の選手が上の選手の左腕を持ち、右脚を相手の前から左腋を通して肩付近に絡めて、そのまま両脚を左に出す横座りをし、相手の左腕を背に曲げて肘を極める取る技である（一般に内オモプラッタという）。
脚をかけた状態で腕側（腕の外側）から回転して背後に移る方法もある（外オモプラッタ）。
「オモプラッタ」とはブラジルの公用語ポルトガル語で肩甲骨のことである。極め技としては文字通り、肩関節を極める肩関節技となる。柔道では肘を極める。
やり方は、これだけではなく、上から下の選手にかけるものなどもあり、連絡技も多い。
簡単に説明すると「相手の腕に脚を絡めて背中に回る技」である。
単純に、その体勢を言う場合もある。
相手が肩や腕を極まるのを嫌い前転して、その結果、スイープになったとしたら、それはそれでオモプラッタの目的は果たしたともいえる。
相手がこらえた場合に前三角絞、下からの腕挫十字固、ホレッタスイープ、手首固めに切り替えることも可能であり汎用性が高い技である。
ブラジリアン柔術では国際ブラジリアン柔術連盟、国際柔術連盟、ともにティーン (U16) 以下では禁止技である。サンボではカデ（14から16歳）では禁止技である。

## 補足
総合格闘技でも柔術家が稀に虚を突き仕掛けるが前転による脱出が容易であるため直接一本に繋がることは少なく、前述の通りスイープも視野に入れた技である。
2005年8月28日のPRIDE GRANDPRIX 2005 決勝戦でマウリシオ・ショーグンがヒカルド・アローナからオモプラッタをとったことでブラジリアン柔術黒帯を取得するなど一種のシンボル技でもある。
アントニオ・ホドリゴ・ノゲイラ、ヒカルド・アルメイダなどが良く使う。
別名に「三角緘」があるがこれは腕挫三角固の別名でもある。